# Pimelea actea
Pimelea actea är en tibastväxtart som beskrevs av Colin James Burrows. Pimelea actea ingår i släktet Pimelea och familjen tibastväxter. Inga underarter finns listade i Catalogue of Life.